# Old El Paso
Old El Paso es una marca de comida propiedad de la compañía estadounidense General Mills, reconocida principalmente por su gastronomía tipo tex-mex estadounidense.
La marca tiene una gran presencia en Norteamérica, al igual que en Europa, donde es producida por la filial regional de la compañía. Adicionalmente, la marca ha intentado incursionar en el mercado latinoamericano, especialmente en México, con resultados inferiores a los esperados, por obvias razones.